# Life by You
Life by You je otkazana videoigra, simulacija života, koju proizvodio Paradox Tectonic te planirao distribuirati Paradox Interactive. Early access verzija videoigre je trebala biti dostupna 4. lipnja 2024. godine, a datum izlaska konačne verzije nije bio najavljen.

## Razvoj
Igra je prvi puta bila najavljena 6. ožujka 2023. godine, a prva videonajava je objavljena 20. ožujka iste godine. Early access verzija igre izvorno je trebala biti objavljena 12. rujna 2023., no objava je bila odgođena na 5. ožujka 2024., a zatim na 4. lipnja iste godine.
Na dan 17. lipnja Paradox je objavio kako je igra otkazana. Fredrik Wester, glavni izvršni direktor Paradoxa, naveo je kako igra nije zadovoljila očekivanja njezin kreatora.

## Vanjske poveznice
- Službena stranica
- Life by You na Instagramu
- Life by You na YouTubeu